# The Mischevious Twins
Ochame na Futago: Claire Gakuin Monogatari (яп. おちゃめなふたご クレア学院物語) — японский аниме-сериал, выпущенный студией Tokyo Movie Shinsha. Транслировался по телеканалу Nippon TV с 5 января по 2 ноября 1991 года. Всего выпущено 26 серий аниме. Сериал также транслировался на территории Франции, Испании, Италии, Германии, Португалии и Филиппинах.

## Сюжет
Действие происходит в 20-е годы XX века. Патрисия и Изабель — сёстры-близнецы, они очень весёлые, имеют множество друзей и даже лучшие в школе по спорту, однако имеют довольно поверхностные знания об этике. Их родители пугаются, что девочки попали под дурное влияние, и отправляют их в престижный женский колледж, в котором учатся и воспитываются девушки из богатых и благородных семей. В новой школе у девочек начинаются проблемы: они сталкиваются с женским обществом, статус в котором зависит от манеры поведения девушек, школьницы не понимают поведение сестёр и относятся к ним сначала с неуважением. Через какое-то время главным героиням удаётся найти общий язык с одноклассницами и учителями. По мере развития сериала сёстры морально взрослеют.

## Роли озвучивали
- Норико Хидака — Патриция
- Эрико Хара — Изабель
- Минори Мацусима — Профессор Роберт
- Суми Симамото — Хиллари
- Хироко Эмори — Жаннет
- Мики Нарахаси — Катрин
- Санаэ Миюки — Дорис
- Эми Синохара — Велла
- Кадзуэ Икура — Аллисон
- Кэйко Хан — Уинфред

## Музыка
- Открытие

1. Song of Study (яп. 勉強の歌 Бэнкё но Ута)
  - Исполняет: Тисато Моритака / Композитор: Хидэо Сайто

- Концовка

1. Indefinitely (яп. いつまでも Ицумадэмо)
  - Исполняет: Тисато Моритака / Композитор: Синьити Ясуда